# تیغ و ابریشم
تیغ و ابریشم فیلمی به کارگردانی و نویسندگی مسعود کیمیایی است که در سال ۱۳۶۴ منتشر شد.

## خلاصه فیلم
در جلسه‌ای در بانكوک تصمیم گرفته می‌شود كه 20 تُن هروئین خالص برای توزیع در دانشگاه،‌ مدارس، كارخانه‌ها و جبهه‌های جنگ به ایران حمل شود. زن و مرد جوانی پس از دستگیری در بازجویی ارتباط خود را با شبكۀ بین‌المللی قاچاق و پخش مواد مخدر فاش می‌كنند. زن در زندان خودكشی می‌كند و مرد اطلاعات خود را دربارۀ ارتباط پدرش با شبكۀ قاچاق و پخش مواد مخدر در اختیار بازجو می‌گذارد. پلیس، راه را بر تریلی حامل مواد مخدر می‌بندد. در اتوبان منتهی به پایتخت،‌ رانندۀ تریلی در درگیری با سردستۀ گروه،‌ تریلی را به پمپ بنزین می‌كوبد و موجب انفجار آن و از بین رفتن مواد مخدر می‌شود.

## بازیگران
| بازیگر         | صداپیشه         |
| -------------- | --------------- |
| جمشید هاشم پور | ایرج ناظریان    |
| جلال پیشوائیان | منوچهر اسماعیلی |
| فرامرز صدیقی   | منوچهر اسماعیلی |
| سیروس گرجستانی | حسین معمارزاده  |
| مجید مظفری     | جلال مقدم       |
| اکبر معززی     | سعید مظفری      |
| محمد صالح علا  | خسرو خسروشاهی   |
| نرسی گرگیا     | عطاءالله کاملی  |

محمود دینی در این فیلم مسئول سلاح های جنگی است و نقش کوچکی ایفا میکند

## حواشی
فیلم در زمان اکران با سانسورهای بسیاری مواجه شد.
جمشید هاشم‌پور بازیگر اصلی این فیلم، به دلیل تراشیدنِ کامل موی سرش، در تصمیمی عجیب نزدیک به ۳ سال ممنوع‌الکار شد.